# Östergötlands runinskrifter 133
Runsten Ög 133 står på gravfältet i Häggestad i Ödeshögs kommun. Enigt fornsök är inskriften: "Brodd reste denna sten efter Saxe, sin fader, och efter Udd, sin broder. Gud Hjälpe dem!"

## Källa
Fornsök 107:1